# フォレスト・グリフィン

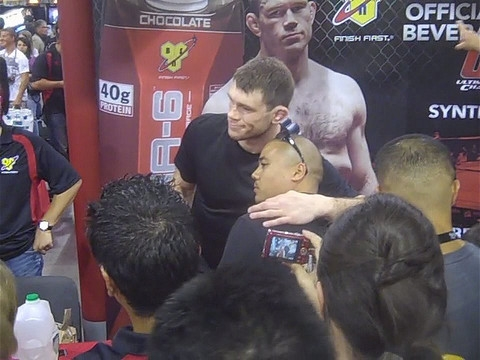
UFCファン・エキスポでのグリフィン

フォレスト・グリフィン（Forrest Griffin、1979年7月1日 - ）は、アメリカ合衆国の男性総合格闘家。オハイオ州コロンバス出身。エクストリーム・クートゥア所属。元UFC世界ライトヘビー級王者。UFC殿堂入り。
野生的な風貌と明るくひょうきんなキャラクター、また、そのキャラクターに似合わぬ確かな実力から、UFCで大きな人気を集め、2008年にUFC世界ライトヘビー級王座を獲得した。2013年には、現役時代の活躍が評価され「UFC殿堂」入りを果たした。また、UFCが人気を博す分岐点となった試合とされているThe Ultimate Fighterシーズン1決勝でのステファン・ボナー戦が試合部門でUFC殿堂入りしている。

## 来歴
ジョージア大学で政治学を専攻し卒業。
2001年10月27日、プロデビュー戦でダン・スバーンと対戦し、判定負け。その後チェール・ソネン、ジェフ・モンソンらを破る。

### The Ultimate Fighter
2005年1月、リアリティ番組「The Ultimate Fighter」シーズン1に参加、チャック・リデルチームに所属し、大きな体格とひょうきんな性格で人気者となった。
2005年4月9日、The Ultimate Fighter 1 Finaleのライトヘビー級トーナメント決勝でステファン・ボナーと対戦。後にUFC代表のダナ・ホワイトが「UFCの歴史で最も重要な試合」だったと評することになる試合で激闘を繰り広げ3-0で判定勝ち。シーズン優勝を果たすとともに、UFC本戦出場権を獲得した。

### UFC
2005年6月4日、UFC本戦初出場となったUFC 53でビル・マフッドと対戦、チョークスリーパーで一本勝ち。2005年10月7日、UFC 55でエルヴィス・シノシックと対戦、スタンドパンチ連打によるTKO勝ち。
2006年4月15日、UFC 59でティト・オーティズと対戦、1-2で判定負け。8月26日、UFC 62でステファン・ボナーと再戦、3-0で判定勝ち。12月30日、UFC 66でキース・ジャーディンと対戦するが、パウンドの連打によりTKOで敗れた。
2007年9月22日、UFC 76でマウリシオ・ショーグンと対戦。スタンド・グラウンドともにショーグンを圧倒し、3R終了間際にチョークスリーパーで一本勝ち。サブミッション・オブ・ザ・ナイトを受賞した。
2008年4月から放送された「The Ultimate Fighter」のシーズン7ではチーム・グリフィンのコーチを務め、シーズン後の同年7月5日に行われたUFC 86のUFC世界ライトヘビー級タイトルマッチで同じくコーチを務めた王者クイントン・"ランペイジ"・ジャクソンに挑戦し、3-0の判定勝ちを収め王座獲得に成功。ファイト・オブ・ザ・ナイトを受賞した。
2008年12月27日、UFC 92のUFC世界ライトヘビー級タイトルマッチで挑戦者ラシャド・エヴァンスと対戦し、TKO負けを喫し王座から陥落した。試合に敗れはしたもののファイト・オブ・ザ・ナイトを受賞した。
2009年8月8日、UFC 101で1階級下のミドル級王者アンデウソン・シウバとライトヘビー級契約で対戦。挑発に乗りパンチの打ち合いに応じるも、スウェーでパンチをかわされたところにカウンターをもらうなどして、1Rにパンチで3度のダウンを奪われKO負け。敗れはしたものの3試合連続のファイト・オブ・ザ・ナイトを受賞した。
2009年11月21日、UFC 106でティト・オーティズと3年7か月ぶりに対戦し、2-1の判定勝ち。
2010年5月29日、UFC 114でアントニオ・ホジェリオ・ノゲイラと対戦予定であったが、肩の負傷により欠場となった。
2010年11月、ロバート・ドリスデールからブラジリアン柔術黒帯を授与された。
2011年2月5日、1年2か月ぶりの復帰戦となったUFC 126でリッチ・フランクリンと対戦し、3-0の判定勝ちを収めた。
2011年8月27日、UFC 134でマウリシオ・ショーグンと4年ぶりに対戦し、TKO負けでリベンジを許した。
2012年7月7日、UFC 148でティト・オーティズと通算3度目の対戦を行い、3-0の判定勝ち。ファイト・オブ・ザ・ナイトを受賞した。
2012年12月29日のUFC 155でフィル・デイヴィスと対戦することが決まっていたものの前十字靭帯と内側側副靱帯を損傷し欠場した。
2013年5月24日、UFC 160の記者会見にて怪我を理由に引退を表明。
2013年7月6日、UFC 162でステファン・ボナーと共にUFC殿堂入りを果たした。

## 人物・エピソード
- 日本の漫画『進撃の巨人』に登場するキャラクター「獣の巨人」はグリフィンがモデルとされており、作者の諫山創はグリフィンの野生的な風貌が獣の巨人のイメージにぴったりだったと語っている[8]。
- 2009年9月18日に結婚し、2011年9月に娘が誕生している。
- 元警察官の経歴を持つ。

## 戦績

### 総合格闘技
| 総合格闘技 戦績 | 総合格闘技 戦績 | 総合格闘技 戦績 | 総合格闘技 戦績 | 総合格闘技 戦績 | 総合格闘技 戦績 | 総合格闘技 戦績 |
| --------------- | --------------- | --------------- | --------------- | --------------- | --------------- | --------------- |
| 26 試合         | (T)KO           | 一本            | 判定            | その他          | 引き分け        | 無効試合        |
| 19 勝           | 3               | 7               | 9               | 0               | 0               | 0               |
| 7 敗            | 5               | 0               | 2               | 0               | 0               | 0               |

| 勝敗 | 対戦相手                             | 試合結果                          | 大会名                                                               | 開催年月日     |
| ○    | ティト・オーティズ                   | 5分3R終了 判定3-0                 | UFC 148: Silva vs. Sonnen 2                                          | 2012年7月7日   |
| ×    | マウリシオ・ショーグン               | 1R 1:53 KO（右フック→パウンド）   | UFC 134: Silva vs. Okami                                             | 2011年8月27日  |
| ○    | リッチ・フランクリン                 | 5分3R終了 判定3-0                 | UFC 126: Silva vs. Belfort                                           | 2011年2月5日   |
| ○    | ティト・オーティズ                   | 5分3R終了 判定2-1                 | UFC 106: Ortiz vs. Griffin 2                                         | 2009年11月21日 |
| ×    | アンデウソン・シウバ                 | 1R 3:23 KO（右ストレート）        | UFC 101: Declaration                                                 | 2009年8月8日   |
| ×    | ラシャド・エヴァンス                 | 3R 2:46 TKO（パウンド）           | UFC 92: The Ultimate 2008 【UFC世界ライトヘビー級タイトルマッチ】    | 2008年12月27日 |
| ○    | クイントン・"ランペイジ"・ジャクソン | 5分5R終了 判定3-0                 | UFC 86: Jackson vs. Griffin 【UFC世界ライトヘビー級タイトルマッチ】  | 2008年7月5日   |
| ○    | マウリシオ・ショーグン               | 3R 4:45 チョークスリーパー        | UFC 76: Knockout                                                     | 2007年9月22日  |
| ○    | ヘクター・ラミレス                   | 5分3R終了 判定3-0                 | UFC 72: Victory                                                      | 2007年6月16日  |
| ×    | キース・ジャーディン                 | 1R 4:41 TKO（パウンド）           | UFC 66: Liddell vs. Ortiz 2                                          | 2006年12月30日 |
| ○    | ステファン・ボナー                   | 5分3R終了 判定3-0                 | UFC 62: Liddell vs. Sobral                                           | 2006年8月26日  |
| ×    | ティト・オーティズ                   | 5分3R終了 判定1-2                 | UFC 59: Reality Check                                                | 2006年4月15日  |
| ○    | エルヴィス・シノシック               | 1R 3:22 TKO（スタンドパンチ連打） | UFC 55: Fury                                                         | 2005年10月7日  |
| ○    | ビル・マフッド                       | 1R 2:18 チョークスリーパー        | UFC 53: Heavy Hitters                                                | 2005年6月4日   |
| ○    | ステファン・ボナー                   | 5分3R終了 判定3-0                 | The Ultimate Fighter 1 Finale 【ライトヘビー級トーナメント 決勝】    | 2005年4月9日   |
| ○    | エジソン・"パレダオン"・シウバ       | 1R 1:04 KO（右フック）            | Heat FC 2: Evolution                                                 | 2003年12月18日 |
| ×    | ジェレミー・ホーン                   | 2R 3:40 KO（右ハイキック）        | IFC: Global Domination 【ライトヘビー級王座決定トーナメント 準決勝】 | 2003年9月6日   |
| ○    | チェール・ソネン                     | 1R 2:25 三角絞め                  | IFC: Global Domination 【ライトヘビー級王座決定トーナメント 1回戦】  | 2003年9月6日   |
| ○    | エベンゼール・フォンテス・ブラガ     | 1R チョークスリーパー             | Heat FC 1: Genesis                                                   | 2003年7月31日  |
| ○    | スティーブ・サーイグ                 | 1R 1:45 ギブアップ（パンチ連打）  | KOTC 20: Crossroads                                                  | 2002年12月15日 |
| ○    | トラビス・フルトン                   | 1R終了時 TKO（ドクターストップ）  | Cagefighter Championships 1: Halloween Heat                          | 2002年10月26日 |
| ○    | ジェフ・モンソン                     | 4分4R終了 判定3-0                 | WEFC 1: Bring It On                                                  | 2002年6月29日  |
| ○    | ケント・ヘンズリー                   | 1R 2:26 三角絞め                  | ISCF: Battle at the Brewery                                          | 2002年4月12日  |
| ○    | ジェイソン・ブラスウェル             | 5分3R終了 判定2-1                 | RSF 7: Animal Instinct                                               | 2002年1月26日  |
| ○    | ウィーハン・レッシュ                 | 1R チョークスリーパー             | Pride and Honor                                                      | 2001年11月24日 |
| ×    | ダン・スバーン                       | 4分3R終了 判定0-3                 | RSF 5: New Blood Conflict                                            | 2001年10月27日 |

### 総合格闘技エキシビション
| 勝敗 | 対戦相手                   | 試合結果                  | 大会名                 | 開催年月日     |
| ○    | サム・ホーガー             | 2R 1:08 TKO（パウンド）   | The Ultimate Fighter 1 | 2004年11月3日  |
| ○    | アレックス・ショーナウアー | 1R 1:22 TKO（ギブアップ） | The Ultimate Fighter 1 | 2004年10月25日 |

## 獲得タイトル
- The Ultimate Fighter 1ライトヘビー級トーナメント 優勝（2005年）
- 第8代UFC世界ライトヘビー級王座（2008年）

## 表彰
- ブラジリアン柔術 黒帯
- UFC ファイト・オブ・ザ・ナイト（5回）
- UFC サブミッション・オブ・ザ・ナイト（1回）
- UFC サブミッション・オブ・ザ・イヤー（2007年）
- UFC殿堂入り（2013年）

## 出演

### 映画
- ロシアン・ルーレット（2010年）- ブラーロ役
- Once I Was a Champion（2011年）- 本人役

### テレビドラマ
- LAW & ORDER:性犯罪特捜班（2007年）- マイク・コナ役